# Kriminalistik
Kriminalistik (aus lateinisch crimen Beschuldigung, Vergehen) ist die Lehre von den Mitteln und Methoden der Bekämpfung einzelner Straftaten und des Verbrechertums (der Kriminalität) durch vorbeugende (präventive) und strafverfolgende (repressive) Maßnahmen. Eingeschlossen sind die dazu erforderlichen, am Einzelfall orientierten, rechtlich zulässigen, allgemeinen und besonderen Methoden, Taktiken und Techniken.
Zielsetzung der Kriminalistik ist demnach das Ermitteln und forensische (gerichtsfeste) Beweisen von Straftaten bzw. die Abwehr von Verbrechensgefahren und das Verhindern von Straftaten.
Die Kriminalistik muss als selbstständige Disziplin von der Kriminologie abgegrenzt werden. Unter Kriminologie versteht man die Lehre von den Ursachen (Kriminalätiologie) und Erscheinungsformen (Kriminalphänomenologie) der Kriminalität.
Aus den Erkenntnissen von Kriminalistik und Kriminologie können sich neben den unmittelbaren Folgen für Verdächtige auch Einflüsse und Auswirkungen auf die Kriminalpolitik im Hinblick auf die Gestaltung des formellen und materiellen Strafrechts, des Strafvollzugsrechts und der Kriminalstrategie
ergeben.

## Bereiche der Kriminalistik
Die Kriminalistik kann aufgeteilt werden in:
Kriminalstrategie
Die Kriminalstrategie befasst sich mit der Planung des Vorgehens bei der allgemeinen Verbrechensbekämpfung. Darunter fallen auch Vorbeugungsmaßnahmen gegen Kriminalität und einzelne Straftaten. Die Zweckmäßigkeit hat sich dabei nach Recht und Gesetz zu richten.
Kriminaltaktik
Die Kriminaltaktik befasst sich mit dem planmäßigen und zweckmäßigen Vorgehen bei der konkreten, individuellen Verbrechensbekämpfung. Hier ist besonders das ermittlungstaktische Vorgehen zu nennen, beispielsweise die Vernehmungstaktik.
Kriminaltechnik
Unter dem Begriff der Kriminaltechnik sind alle Erkenntnisse und Maßnahmen zusammengefasst, die sich mit der Anwendung und Nutzbarmachung wissenschaftlicher und empirischer Erkenntnisse im Hinblick auf kriminalistische Spuren (Spurenkunde) beschäftigen. Mit Hilfe der Kriminaltechnik kann so ein Spurenbild gebildet werden, dieses zeigt die Tatumstände sowie die Beweislage auf.
Kriminaldienstkunde
Die Kriminaldienstkunde gehört nur für die Strafverfolgungsbehörden zum Bestandteil der Kriminalistik. Sie hat die in Verwaltungsanordnungen, Erlassen und Dienstanweisungen reglementierte Handhabung der kriminalpolizeilichen Mittel und die Regelung des Dienstbetriebes zum Gegenstand.
Kriminalprävention
Die Kriminalprävention dient der Vorbeugung rechtswidriger Taten. Es wird unterschieden zwischen allgemeiner, situativer und indizierter Prävention sowie Täter-, Situations- und opferbezogener Prävention.

## Geschichte und Begriffsgeschichte
Bis in die erste Hälfte des 20. Jahrhunderts hinein wurden die Begriffe Kriminalistik und Kriminalist in einem ganz anderen Sinne als heute verwendet: Als Kriminalistik galt die gesamte Materie des Strafrechts und der strafrechtlichen Grenzgebiete (z. B. der Kriminologie). In einem ähnlichen Sinne umfasste etwa die Zivilistik das gesamte Zivilrecht und die (juristische) Germanistik den gesamten Bereich des (gemeinen) deutschen Rechts, im Unterschied etwa zur Romanistik, die sich mit dem Römischen Recht beschäftigte. Dieses Verständnis von Kriminalistik lag auch noch der Internationalen Kriminalistischen Vereinigung (1889–1933) zugrunde, die sich nicht mit Kriminalistik im heutigen Sinne, sondern mit Fragen des Strafrechts, der Kriminalpolitik und der Kriminologie beschäftigte.
Die Geschichte der Wissensbestände, Methoden und Strategien, die heute unter den Begriff der Kriminalistik fallen, geht weit vor den Ursprung des Begriffs des Wortes Kriminalistik zurück bis zu den ersten systematischen Versuchen der Ermittlung und Überführung von Straftätern. Für Peter Becker etwa beginnt die Vorgeschichte der Kriminalistik mit der Folter und der Verhörpsychologie. Mit der Gründung der Kriminalpolizei in verschiedenen europäischen Staaten entwickelte sich ab dem Beginn des 19. Jahrhunderts die moderne Kriminalistik. Seit 1811 ermittelten am Berliner Criminalgericht Polizeibeamte in Verbrechensfällen. 1818 entstand in Frankreich die Sûreté, ihr erster Direktor war der ehemalige Straftäter Eugène François Vidocq (1775–1857). 1829 wurde in England die Metropolitan Police gegründet, besser bekannt als Scotland Yard.
Dem ersten modernen Kriminalisten Württembergs im Sinne des heutigen Sprachgebrauchs, dem Sulzer Oberamtmann Jacob Georg Schäffer (1745–1814), ging es nicht nur darum, Verbrechen aufzuklären: Er forschte sowohl nach ihren gesellschaftlichen Ursachen als auch nach den Gründen des Einzelnen.
Der Begründer der ersten Mordkommission in Deutschland, so wie sie heute bei vielen Polizeibehörden eingerichtet ist, war der Berliner Kriminalist Ernst Gennat (1880–1939). Das Schema zur Abarbeitung wichtiger Schritte im Zuge der Aufklärung von Tötungsdelikten basiert auf seiner Ausarbeitung. Dieses Schema wird heute noch von der Kriminalpolizei angewendet.

## Kriminalistik als Studienfach (Deutschland)
Im Zuge von Reformen entschied sich das Land Berlin Anfang der 1990er Jahre gegen die „Weiterführung eines grundständigen vierjährigen Kriminalistik-Studiengang und löste die bestehenden Lehrstühle auf.“ Durch diese Entscheidung wurde nicht nur 1994 die kriminalistische Tradition an der Humboldt-Universität zu Berlin beendet, gleichzeitig stand die Wissenschaft Kriminalistik vor der Situation, nur noch im Zusammenhang mit ihren Bezugswissenschaften gelehrt zu werden. Bisher gibt es an keiner öffentlichen deutschen Hochschule oder Universität einen Lehrstuhl für Kriminalistik. Lediglich als Grundlagenfach oder Nebenfach an zum Beispiel juristischen Fakultäten ist Kriminalistik noch zu finden.
Wer eine Ausbildung mit Schwerpunkt Kriminalistik sucht, ist seit 1994 auf die Angebote der Länder und des Bundes im Rahmen der polizeiwissenschaftlichen und damit organgebundenen Ausbildung angewiesen. Jedes Bundesland bietet einen Bachelor, meist unter dem Namen „Polizeivollzugsdienst“ oder „Police Service“, an. Das Studium findet in der Regel an den jeweiligen Fachhochschulen der Polizei statt, in Einzelfällen wird der polizeilich geprägte Bachelor auch an nicht-polizeilichen Fachhochschulen angeboten, etwa in Berlin an der Hochschule für Wirtschaft und Recht Berlin. Darüber hinaus bietet auch das Bundeskriminalamt einen Bachelor-Studiengang an.
Einen eigenständigen Master in Kriminalistik gibt es weder an polizeigebundenen noch an öffentlichen Hochschulen. Bei verschiedenen Masterstudiengängen dient Kriminalistik jedoch als Grundlagenfach: Beispiele dafür sind der Master  „Öffentliche Verwaltung – Polizeimanagement“ der Deutschen Hochschule der Polizei, der jedoch nur Polizeibeamten zugänglich ist, oder der „Kriminologie und Strafrechtspflege“ an der Rechts- und Staatswissenschaftlichen Fakultät der Universität Greifswald. Der Masterstudiengang „Kriminologie, Kriminalistik und Polizeiwissenschaft“ an der Ruhr-Universität Bochum bietet ebenfalls die Möglichkeit, kriminalistisches Wissen zu vertiefen.
Im Wintersemester 2012 startete die School of Governance Risk & Compliance der privaten, staatlich anerkannten Steinbeis-Hochschule Berlin einen neuen berufsbegleitenden Masterstudiengang Kriminalistik (M.A.), der im Frühjahr 2014 mit dem Institut für Kriminalistik sein eigenes Institut bekam. Im März 2016 wurde dieser Masterstudiengang von der Evaluationsagentur Baden-Württemberg akkreditiert.
Im Wintersemester 2013/2014 startete die Brandenburgische Technische Universität Cottbus-Senftenberg einen berufsbegleitenden Masterstudiengang „Forensic Sciences and Engineering“, seit dem Sommersemester 2023 wird für das fachübergreifende Studium gleichfalls ein Modul „Kriminalistik“ angeboten.